# عمر كوينتيرو
عمر كوينتيرو (بالإسبانية: Omar Quintero)‏ مواليد 26 سبتمبر 1981 في ولاية سونورا، هو لاعب كرة سلة مكسيكي. بدأ مسيرته الاحترافية في سنة 2002. يلعب في الدوري الفنزويلي لكرة السلة. يبلغ طوله 6 قدم 0 بوصة (1.8 م). حقق المركز الثاني في دورة الألعاب الأمريكية 2011.

## الميداليات
| الميدالية | المسابقة                    |
| --------- | --------------------------- |
| فضية      | دورة الألعاب الأمريكية 2011 |

## روابط خارجية
- عمر كوينتيرو على موقع الاتحاد الدولي لكرة السلة (الإنجليزية)
- عمر كوينتيرو على موقع الدوري الإسباني لكرة السلة (الإسبانية)
- عمر كوينتيرو على موقع كرة السلة الأوروبية.كوم (الإنجليزية)
- عمر كوينتيرو على موقع ريلجم (الإنجليزية)
- عمر كوينتيرو على موقع بروبوليرز (الإنجليزية)
- عمر كوينتيرو على موقع سبورتس رفرنس (الإنجليزية)